# Sommer-Paralympics 2008/Teilnehmer (Kroatien)
| stlisierte Goldmedaille | stlisierte Silbermedaille | stlisierte Bronzemedaille |
| ----------------------- | ------------------------- | ------------------------- |
| 3                       | 1                         | —                         |

Kroatien nahm mit 27 Sportlern an den Sommer-Paralympics 2008 im chinesischen Peking teil.
Fahnenträgerin bei der Eröffnungsfeier war die Leichtathletin Marija Ivekovic, erfolgreichste Sportlerin der Mannschaft die Leichtathletin Antonia Balek mit zwei Goldmedaillen.

## Teilnehmer nach Sportarten

### Leichtathletik
Frauen
- Antonija Balek, 2×  (Kugelstoßen, Klasse F32-34/52/53; Speerwerfen, Klasse F33/34/52/53)
- Marija Ivekovic
- Milka Milinkovic
- Jelena Vukovic

Männer
- Petar Beslic
- Branimir Budetic, 1×  (Speerwerfen, Klasse F11/12)
- Ivan Desic
- Darko Kralj, 1×  (Kugelstoßen, Klasse F42)
- Vedran Lozanov
- Miroslav Matic
- Josip Slivar
- Denis Slunjski
- Sime Susic
- Mladen Tomic
- Goran Zezelj

### Radsport
Männer
- Tomislav Zadro

### Reiten
Männer
- Slaven Hudina
- Ivan Srsic

### Schießen
Männer
- Damir Bosnjak
- Ivica Bratanovic
- Rudolf Petrovic

### Schwimmen
Frauen
- Natasa Sobocan
- Ana Srsen

Männer
- Mihovil Spanja
- Kristijan Vincetic

### Tischtennis
Männer
- Vjekoslav Gregorovic
- Zoran Krizanec